# جانکارلو کورناجا-مدیچی
جانکارلو کورناجا-مدیچی (ایتالیایی: Giancarlo Cornaggia-Medici; ۱۶ دسامبر ۱۹۰۴ – ۲۳ نوامبر ۱۹۷۰) شمشیرباز اهل ایتالیا بود.
وی در مسابقات کشوری و بین‌المللی در مجموع برندهٔ ۳ مدال طلا، ۱ مدال نقره، ۱ مدال برنز شده‌است.